# Matshala Gewog
Martshala Gewog (en dzongkha : མར་ཚྭ་ལ་) est un gewog (village) du district de Samdrup Jongkhar, au Bhoutan,.